# Недан
Недан е село в Северна България. То се намира в община Павликени, област Велико Търново.

## География
Отстои на 9 км северозападно от град Павликени, на 45 км в същата посока от Велико Търново, на 50 км северозападно от Горна Оряховица и на около 210 км североизточно от София.
Селото е разположено в Дунавската равнина, на 114 м надморска височина. Климатът се характеризира с топло лято и студена зима.
Населението наброява около 1400 души. Няколко семейства от Англия имат закупени имоти в селото. Има автобусен транспорт, който свързва Недан с Павликени и съседните населени места.
Има кметство, основно училище и целодневна детска градина. Търговските обекти включват хранителни магазини и заведения. Медицинското обслужване е поето от центрове в град Павликени, а най-близката болница е разположена в град Павликени

## История
По време на спасителни археологически разкопки през 2020 г. във връзка с изграждането на газопровода „Балкански поток“ под ръководството на арх. Емилия Евтимова са събрани над 1100 бр. животински останки от 18 вида, сред които благороден елен, сърна, вълк, пепелянка, жълтоуха водна змия и др. Тези находки произлизат от гроб от 9 – 10 в. н.е. и доказват някогашното разпространение на широколистни смесени гори с наличие и на открити участъци. Един от първите открили находките е Димитър Валериев.

## Население
Преброяване на населението през 2011 г.
Численост и дял на етническите групи според преброяването на населението през 2011 г.:
|                     | Численост | Дял (в %) |
| Общо                | 1307      | 100,00    |
| Българи             | 878       | 67,17     |
| Турци               | 399       | 30,52     |
| Цигани              | 4         | 0,30      |
| Други               | 0         | 0,00      |
| Не се самоопределят | 4         | 0,30      |
| Неотговорили        | 22        | 1,68      |

## Културни и природни забележителности
- Недан е известен с 400-годишния бряст, разположен в центъра на селото.
- Футболен отбор: След дълго прекъсване на футбола в селото ФК Недан се възражда и през 2010 г. започва участие в „Б“ Областна футболна група. След това се състезава в „А“ ОФГ Велико Търново – Запад.

## Личности
Родени в Недан
- Любомир Димов, (1909 – ?), бивш кмет на Варна

## Редовни събития
- Събор на селото – месец ноември
- Тодоровден